# De Lidden
De Lidden wordt in 1565 genoemd als een verdronken buurtschap in de Dollard bij de Punt van Reide. Van hieruit werden twee stenen hoofden in zee gelegd die het Jansumergat moesten ondervangen. Elders wordt gesproken over de rijten (bressen) in de Lijdden ende in den Esch (1567), de Lede (1574), de tijd dat die Lydden noch groet weren, het voormalige dorp Liede (1590) en rond 1600 over het eiland Ludenblencke. Hieruit blijkt dat men kennelijk dacht aan een soort oeverwal die door de kracht van het water doorbroken werd. De naam suggereert een waterloop (zoals in de plaatsnaam De Lethe), dan wel een Indogermaans woord met de stam -leu ('modder'). De plaatsnaam komt niet voor in middeleeuwse bronnen.